# Drácula vuelve de la tumba
Drácula vuelve de la tumba (Dracula Has Risen from the Grave, 1968) es la tercera película de la saga del Conde Drácula protagonizada por Christopher Lee y realizada por la Hammer Productions.
La productora Hammer recibió la visita de Su Majestad Británica durante el rodaje de esta película, así como un premio por su aportación a la industria británica.

## Argumento
Cuando el castillo de Dracula es exorcizado por el Monseñor después de la derrota del Conde, él accidentalmente hace resurgir al Conde Drácula de la muerte. 
Dracula se entera de lo que hizo, jura venganza por el exorcismo que hizo y que le impide entrar en el castillo, pone para ello bajo control a un cura y se va con su ayuda a por el Monseñor, que ha regresado mientras tanto a su casa, su preciosa sobrina, que vive con él y sus amigos.

## Reparto
- Christopher Lee - Dracula
- Rupert Davies - Monseñor
- Veronica Carlson - Maria
- Barbara Ewing - Zena
- Barry Andrews - Paul
- Ewan Hooper - Cura